# Tratado de los alimentos (de Al-Arbuli)
al-Kalām ʿalà l-Agḍiya (en árabe: الكلام على الأغذية‎) traducido literalmente al castellano como Tratado de los alimentos, es un tratado medieval escrito en el siglo xv por el científico andalusí Abú Ben Abdalacís al-Arbuli, natural del Reino nazarita de Granada. Actualmente este tratado se encuentra en la Biblioteca Nacional de España. No se conserva la obra completa.

## Contenido
El tratado está conformado por once libros, de los cuales uno está fechado en 1414 y otros siete en 1424. 
- Introducción
- Capítulo I: sobre los cereales y leguminosas, en el cual se definen el trigo, la cebada, el sorgo, el panizo, el frijol enano, el arroz, las habas, los garbanzos los altramuces, las lentejas, las alubias, la espelta, el sésamo, la linaza y el cañamón
- Capítulo II: sobre las propiedades que adquieren los cereales al cocerlos o elaborarlo. El pan, ácimo o levado, las tortas de aceite y las cocidas al rescoldo de las brasas, la sopa, los macarrones, unas gachas dulces llamadas ʿasīḍa, el trigo descascarillado y pulverizado (ŷašīš), la sémola de trigo (samīd), el alcuzcuz, los fideos, las masas fritas como buñuelos (bašmāṭāt), hechos con dátiles, las almojábanas o tortas de queso y harina, los productos derivados de la cebada, el agua de cebada, y los panes hechos de mijo u otras semillas feculentas.
- Capítulo III: sobre las carnes de cordero añal, camero, borrego, camero viejo, ovejas lactantes, vacas, ternera lechal, cabra, choto lechal, animales castrados, liebre, conejo, ciervo, onagro y camello. Incluye un anexo dedicado a los órganos y miembros de los animales, tales como músculos, cabezas, sesos, patas, mamas, criadillas, ojos, hígados, bazo, corazón y riñones, finalizando con la mención de la grasa, manteca y sebo.
- Capítulo IV: sobre las carnes de aves tales como paloma, perdiz de Egipto, tórtola, paloma zurita, codorniz, gallos, zorzales, gansos y ánades. De la misma manera incluye un apartado en el que detalla las alas, cuello, buches, asaduras y sesos.
- Capítulo V: sobre las propiedades que adquieren las carnes al cocinarlas. Se especifican técnicas culinarias como el guiso, el aliño, el encurtido en vinagreta o escabeche (ﺳكباج sikbāŷ), o la carne condimentada con azúcar, almendras y vinagre (زيرباج zīrbāŷ), la carne cocida en leche agria (مضيرة maḍïra), las carnes con espinacas, calabaza, nabo, col, coliflor o agua de cebolla. Asimismo, expone un tema sobre las frituras hechas con grasa, manteca o aceite, y de los asados, al horno, a la brasa, de la carne guisada con trigo (harīsa) y con arroz
- Capítulo VI: sobre los encurtidos (kawamij), las especias, las salsas y las grasas o aceites. Incluye recomendaciones para condimentar como la mostaza con ruda o ajo, y la salsa de salmuera, vinagre y ajo. Escribe acerca de la sal, la pimienta, la galanga, el jengibre, el comino, la alcaravea, el cilantro, el vinagre, y la salmuera de pescado. Un tercer apartado está dedicado a describir las virtudes de los aceites y grasas; de oliva, almendra, sésamo, y la manteca derretida. El cuarto apartado se refiere al fuego sobre el que se guisa, distinguiendo el fuerte y el lento, el de carbón y el de leña seca o verde. Finalmente, en una quinta sección, trata de los diversos recipientes para cocinar, enumerando las propiedades de los de oro, plata, cerámica vidriada (fcantam), cobre, recubierto o no de estaño, hierro, plomo, estaño y cristal. Acaba este capítulo con algunas recomendaciones a tener en cuenta en la preparación de las comidas.
- Capítulo VIL: sobre los pescados, bien sean de agua dulce: mújol, sábalo; o de agua salada: pagro, salmón, salmonete, jurel, boga, sardina, melva, lisa y anguilas. Habla de la técnica de salar el pescado, y también de la gamba o camarón «que se saca del río de Sevilla». Además, incluye información sobre la anatomía del pez y la mejor manera de cocinarlo.
- Capítulo VIII: sobre los huevos y los diferentes tipos de leche y derivados lácteos: el requesón, la mantequilla, cómo desnatar la leche, el queso fresco y añejo y una especie de cuajada llamada عقيد ʿaqīd. También trata sobre la miel, el azúcar y los dulces como el fālūḍaŷ, el jabīs, los qaṭāʾif, la zalābiyya o el gabīṭ.
- Capítulo IX: sobre la frutas fresca y seca: higos, uvas, agraz, las pasas, albaricoque, melocotón, granada, membrillo, banana, manzana, pera, pomelo, ciruela, espata, la savia de palma y los dátiles.